# Mercedes-Benz W447
Mercedes-Benz W447 (eller Mercedes-Benz V-klass) är en MPV som den tyska biltillverkaren Mercedes-Benz introducerade i maj 2014.
Versioner:
| Modell       | Årsmodell | Motor                      | Cylindervolym | Effekt | Bränslesystem           |
| ------------ | --------- | -------------------------- | ------------- | ------ | ----------------------- |
| V200 CDI     | 2014-19   | OM651: 4-cyl radmotor DOHC | 2143 cm³      | 136 hk | Common rail turbodiesel |
| V220 CDI     | 2014-19   | OM651: 4-cyl radmotor DOHC | 2143 cm³      | 163 hk | Common rail turbodiesel |
| V250 BlueTEC | 2014-19   | OM651: 4-cyl radmotor DOHC | 2143 cm³      | 190 hk | Common rail turbodiesel |
| V220 d       | 2019-     | OM654: 4-cyl radmotor DOHC | 1950 cm³      | 163 hk | Common rail turbodiesel |
| V250 d       | 2019-     | OM654: 4-cyl radmotor DOHC | 1950 cm³      | 190 hk | Common rail turbodiesel |
| V300 d       | 2019-     | OM654: 4-cyl radmotor DOHC | 1950 cm³      | 239 hk | Common rail turbodiesel |
| EQV300       | 2020-     |                            |               | 204 hk | Elmotor                 |